# Salvadora hexalepis
La serpiente occidental parche de nariz (Salvadora hexalepis) es una especie de culebra no venenosa, que es endémica en el sudoeste de los Estados Unidos y el norte de México.

## Rango geográfico
Se encuentra en el suroeste de los Estados Unidos en los estados de Arizona, sur de California, Nevada, sur de Nuevo México y suroeste de Texas. También se encuentra en el norte de México en los estados mexicanos de Baja California, Baja California Sur, Chihuahua, Sinaloa y Sonora.

## Subespecies
Se reconocen las siguientes cuatro subespecies:
- Salvadora hexalepis hexalepis (Cope, 1866)
- Salvadora hexalepis klauberi (Bogert, 1945)
- Salvadora hexalepis mojavensis (Bogert, 1945)
- Salvadora hexalepis virgultea (Bogert, 1935)

## Descripción
Los adultos de Salvadora hexalepis tienen, en promedio, 20 a 46 pulgadas (51 a 117 cm) de longitud total; la longitud total del récord es de 58 pulgadas (150 cm).
Tienen una distintiva escama gruesa curvada hacia atrás sobre la parte superior del hocico y libre en los bordes.
Todas las subespecies son amarillentas con rayas laterales negruzcas en varios arreglos.
Las escamas dorsales son lisas y la placa anal está dividida.

## Comportamiento
La serpiente occidental de nariz parcheada habita en los desiertos áridos de su área. Se alimenta de lagartijas, serpientes, huevos de reptiles y pequeños roedores.

## Reproducción
Se ponen de 4 a 10 huevos durante la primavera o principios del verano y eclosionan de agosto a septiembre.